# Guthrie (Oklahoma)
Guthrie è un comune (city) degli Stati Uniti d'America e capoluogo della contea di Logan nello Stato dell'Oklahoma. La popolazione era di 10 191 abitanti al censimento del 2010. Fa parte dell'area metropolitana di Oklahoma City.

## Geografia fisica
Secondo lo United States Census Bureau, ha un'area totale di 19,2 mi² (49,73 km²).

## Storia
Guthrie venne fondata nel 1887 come stazione ferroviaria denominata Deer Creek sulla Southern Kansas Railway (successivamente acquisita dalla Atchison, Topeka and Santa Fe Railway) che correva dal confine tra il Kansas e l'Oklahoma a Purcell. Il nome fu poi cambiato in Guthrie, in onore di un giurista di nome John Guthrie di Topeka, Kansas. Un ufficio postale fu creato il 4 aprile 1889.
Nel 1889, circa cinquantamila potenziali coloni si riunirono ai bordi delle terre non assegnate. A mezzogiorno del 22 aprile 1889, i cannoni risuonarono in una sezione di 2 milioni di acri (8100 km²) del Territorio indiano, lanciando la "Hoss Race" o corsa del 1889 del presidente Benjamin Harrison. La gente corse per entrambi i terreni agricoli e le città. 
Durante le sei ore successive, circa 10 000 persone si stabilirono in quella che divenne la capitale del nuovo Territorio dell'Oklahoma. Negli ultimi mesi, Guthrie fu sviluppata con mattoni e pietre moderne con acqua comunale, energia elettrica, un sistema di trasporto pubblico, e garage sotterranei per cavalli e carrozze. Hobart Johnstone Whitley, noto anche come HJ Whitley o con il soprannome Padre di Hollywood, fu il primo presidente della Camera di commercio di Guthrie. Whitley costruì il primo edificio in blocchi di mattoni nel territorio per la sua National Loan & Trust Company. Alla gente locale gli fu chiesto di essere il primo governatore dell'Oklahoma. Whitley viaggiò a Washington dove persuase il Congresso degli Stati Uniti per consentire a Guthrie di essere la nuova capitale del futuro stato dell'Oklahoma. Questo fu specificato nel 1906 con l'Oklahoma Enabling Act, che stabiliva alcuni requisiti per la nuova costituzione statale. Nel 1907, quando Guthrie divenne capitale dello stato, sembrava una città orientale ben consolidata.
Guthrie prosperò come centro amministrativo del territorio, ma era stato eclissato dall'influenza economica di Oklahoma City all'inizio del XX secolo. Oklahoma City divenne un importante incrocio per molte ferrovie e aveva anche attirato un'importante industria per la produzione di carne in scatola. I leader commerciali di Oklahoma City iniziarono a fare la campagna presto dopo la dichiarazione dello stato per rendere Oklahoma City la nuova capitale dello stato e nel 1910 si tenne una speciale elezione per determinare la posizione del capitale dello stato.  96,488 voti furono a favore di Oklahoma City; 31,031 a favore di Guthrie; e 8,382 a favore di Shawnee. Il governatore Charles N. Haskell, che era a Tulsa il giorno delle elezioni, ordinò al suo segretario, W.B. Anthony, di farsi dare da Bill Cross, segretario dello stato dell'Oklahoma, lo stemma dello stato e trasportarlo ad Oklahoma City, nonostante un ordine restrittivo da parte dello sceriffo della contea di Logan, John Mahoney, di bloccare il trasferimento. Anthony ottenne l'autorizzazione scritta da Cross, recuperò lo stemma dal tribunale della contea di Logan, e lo consegnò ad Oklahoma City.

## Società

### Evoluzione demografica
Secondo il censimento del 2010, la popolazione era di 10 191 abitanti.

### Etnie e minoranze straniere
Secondo il censimento del 2010, la composizione etnica della città era formata dal 76,06% di bianchi, il 13,39% di afroamericani, il 3,12% di nativi americani, lo 0,44% di asiatici, lo 0,07% di oceanici, l'1,60% di altre razze, e il 5,32% di due o più etnie. Ispanici o latinos di qualunque razza erano il 4,56% della popolazione.